# ルリボシカミキリ
ルリボシカミキリ（瑠璃星天牛、瑠璃星髪切）Rosalia batesi は、コウチュウ目（鞘翅目）・カミキリムシ科・ルリボシカミキリ属に分類される甲虫の一種。和名の「瑠璃」の通り、鮮やかなブルーの体色が美しいカミキリムシで、（近縁種を含め）切手などの意匠にもたびたび登場する。属名にあてられたRosaliaとは美しい乙女を象徴する女性名に由来し、本種の姿を見た人の抱く意識が万国共通であることが示唆される。この美しいブルーの体色は死後、紫外線に晒され続けると赤褐色化していき、そうなった場合は生前の美麗さを取り戻すことはない。
種小名の "batesi" は、イギリスの昆虫学者ヘンリー・ウォルター・ベイツに因んだ献名である。

## 特徴
日本各地の山林に産し、朝鮮半島、中国などにも分布する。北海道、本州、四国、九州に広く分布するが、西日本での分布は局所的である。外見も鮮やかなことから、日本を代表する甲虫としてルリボシカミキリを挙げる昆虫愛好家も多い。
体長16-30mmで、日本のカミキリムシとしては中型の部類に入る。雌雄による体色差はないが、緑色がかった青から淡い水色まで、さまざまな色の個体が存在する。前翅に見られる3対の黒い紋様の形・大きさにも地域変異がある。また、体全体がビロード状の細かい毛で覆われる。触角は多くのカミキリムシがそうであるように、その長さも体長を大きく超え、約2倍ほどまでになる。雄の方がより長い。触角は節ごとに青と黒に色分けされるが、黒色部に短毛の束があるのでそこが膨らんで見える。
ブナやナラ、クルミ、シラカバ、カエデなどの広葉樹の雑木林に生息し、特にブナ科とクルミ科の（枯死した）樹木を好んで集まる。
近年の森林開発などによって生息域が狭められ、その数は減少傾向にあると考えられる。

## 生活環
成虫の出現時期は6-9月で、日中に活動をする。成虫越冬はせず、秋が訪れる頃には死ぬ。主な餌となるのは植物の花粉、果実、樹液などである。シロスジカミキリやゴマダラカミキリのように生木を食害することはない。
成虫は昼頃までは餌を採り、それから繁殖のため、倒木や貯木場、立ち枯れた広葉樹のある場所に移動する。新鮮な材よりも、より朽ちたものを好む。
卵はブナやナラなどの枯木や伐採木の樹皮の隙間に産み付けられ、孵化した幼虫はその枯死材部を食べて育つ。脱皮を繰り返しつつ枯木内にて約3年間を過ごし、蛹の段階を経た後、成虫となって外の世界に現れる。

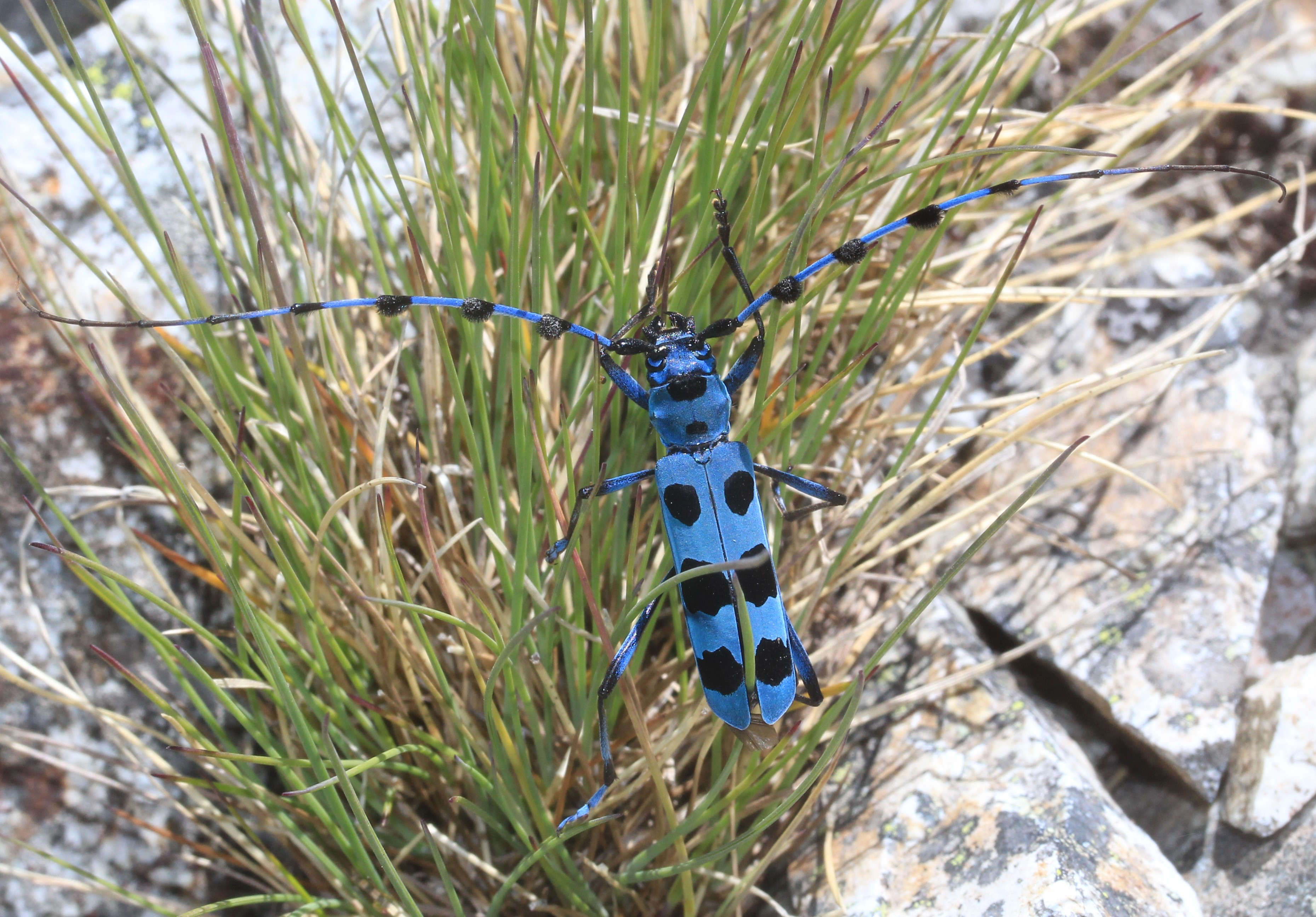
オス
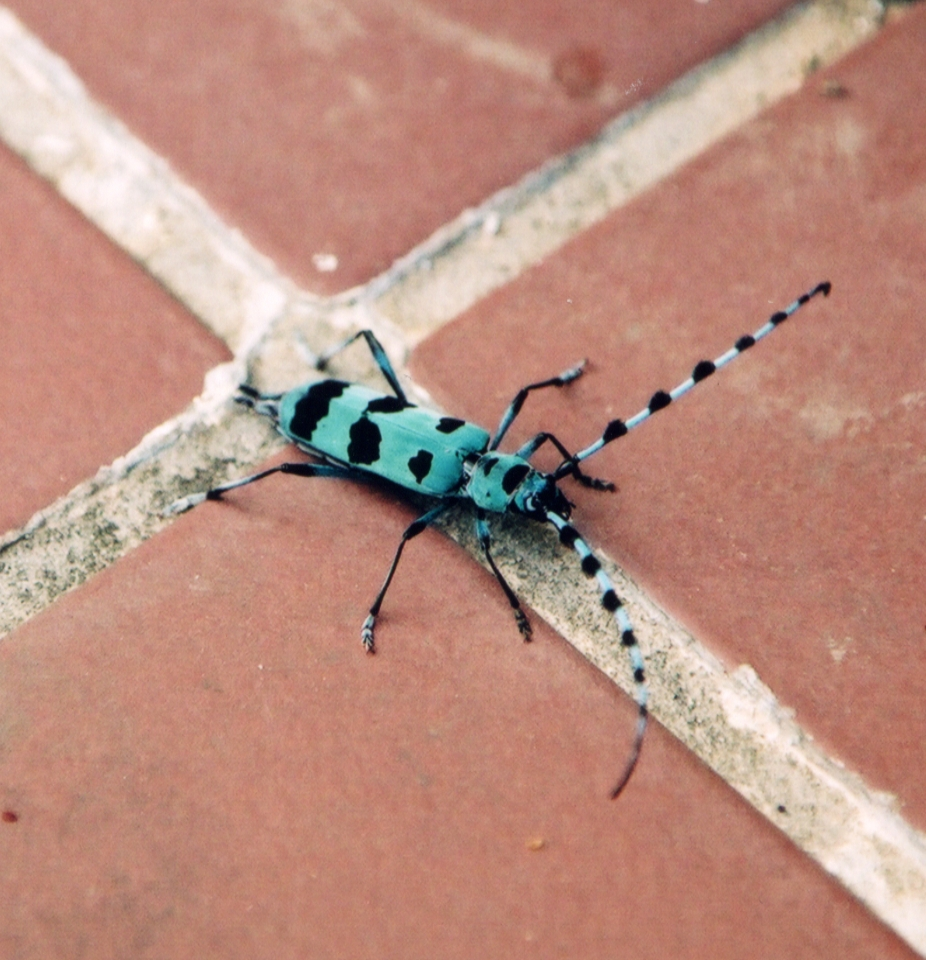
メス

## 近縁種

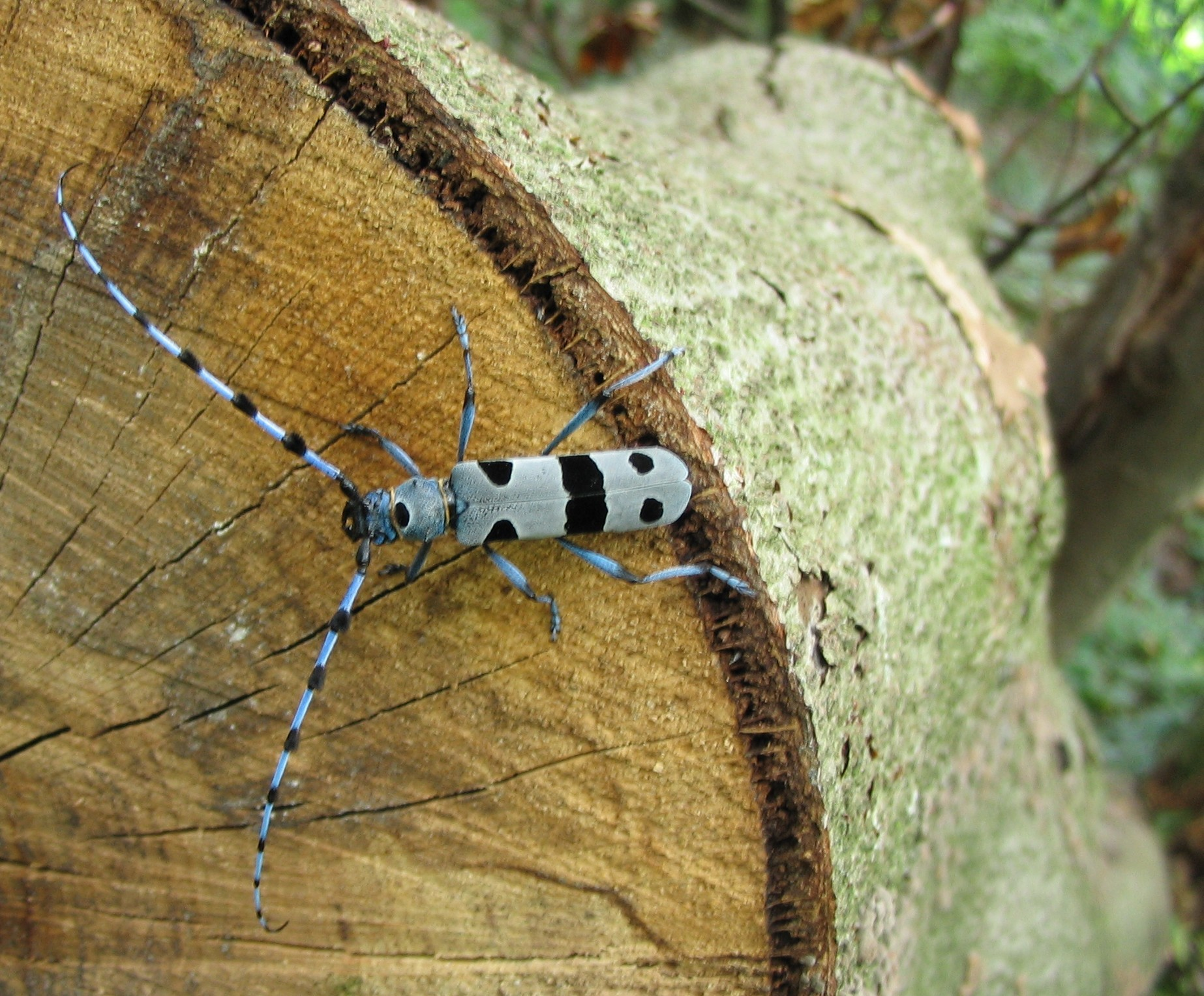
ルリボシカミキリ亜属 Subgen. Rosalia
ヨーロッパ（アルプス）ルリボシカミキリ R. (Rosalia) alpina Linnaeus, 1758
中央ヨーロッパ原産種。アルプス山脈よりも東側に分布する。ルリボシカミキリよりも、より灰色がかった淡い青の個体が多い。近年生息数を大幅に減らしており、ドイツ、ポーランド、ハンガリーでは保護されている。
アメリカルリボシカミキリ R. (Rosalia) funebris Motschulsky, 1845
北アメリカ原産種。ルリボシカミキリやヨーロッパルリボシカミキリよりも前翅の黒（濃紺）の部分の面積が大きく、むしろ淡い青の部分の方がスポットに見える。
- ベニボシカミキリ亜属 Subgen. Eurybatus
ベニボシカミキリ R. (Eurybatus) lesnei Boppe, 1911
和名通り前胸背と前翅の地色が赤い。分布域もルリボシカミキリとは対照的に台湾から石垣島、西表島に分布する。東南アジアの熱帯・亜熱帯域に多くの類似種がある。
なお、ホシベニカミキリ Eupromus ruber (Dalman, 1817) は和名がよく似るが別種である。
フェリエベニボシカミキリ R. (Eurybatus) ferriei Vuillet, 1911
奄美大島に分布。前胸背と前翅の地色が橙色で、触角に短毛の束が無い。

- Rosalia alpina